# Blanka de Valois
Blanka de Valois, zwana też Małgorzatą (ur. 1316, zm. 1 sierpnia 1348 w Pradze) – królowa Czech i Niemiec, córka księcia Karola de Valois i Matyldy, córki Gwidona IV de Chatillon, hrabiego de Saint-Pol.
Wychowywała się na dworze swojego brata stryjecznego Karola IV, króla Francji, pod okiem jego żony Marii, siostry króla Czech Jana Luksemburskiego. W 1323 r. na dwór francuski przybył bratanek Marii, Wacław, który na bierzmowaniu przybrał imię Karola. Wkrótce zadecydowano o małżeństwie Blanki z następcą czeskiego tronu.
Ślub odbył się w maju 1329 r. Państwo młodzi mieli wówczas po 13 lat. Karol i Blanka mieli razem dwie córki:
- Małgorzata (24 maja 1335 – 7 września 1349), żona króla Węgier Ludwika I
- Katarzyna (19 sierpnia 1342 w Pradze – 26 kwietnia 1395), żona księcia Austrii Rudolfa IV Założyciela i księcia Bawarii Ottona V Leniwego, pochowana w Wiedniu

Przez kilka lat po ślubie Karol przebywał u boku ojca we Włoszech, a Blanka w Luksemburgu. W 1334 r. przeniosła się do Pragi. Szybko nauczyła się języka czeskiego i niemieckiego. W 1336 r. do Pragi przybyła Beatrycze Burbon, nowo poślubiona żona króla czeskiego Jana Luksemburskiego, której opiekunką została Blanka.
11 czerwca 1346 r. jej mąż został wybrany królem Niemiec. Blanka została wówczas królową. Karol musiał jeszcze przez rok walczyć z cesarzem Ludwikiem Bawarskim, ale po jego śmierci w 1347 r. został jedynym królem. 26 sierpnia 1346 r. pod Crécy zginął teść Blanki, dzięki czemu jej mąż został królem Czech, a ona sama królową (koronacja odbyła się 2 września 1347).
Blanka zmarła w 1348 r., na rok przed oficjalną koronacją jej męża na króla Niemiec. Została pochowana w katedrze św. Wita. Jej śmierć była wielką stratą dla Karola. Małżeństwo to zostało zawarte z przyczyn politycznych (brat Blanki, Filip, został w 1328 r. królem Francji), ale z biegiem lat małżonków połączyło uczucie.